# Хетимасија
Хетимасија је грчка реч (ἑτοιμασία) која значи Уготовљени или Приуготовљени престо. 

## Порекло појма
Овај мотив у источно – хришћанском сликарству заснован је на Псалмима ( 9,7-8; 89,14; 103,19 ). Господ на небесима постави престо свој, и царство његово свима влада (Пс 103,19). Символизује Бога као Свету Тројицу; небески престо, трон Божији, тј. Небеску часну трпезу, већ припремљен, приуготовљени престо; Христову жртву, страдање и смрт на Крсту. Од XI века овај мотив има најчешће значење припремљеног трона Спаситељевог за његов Други долазак. Приказује се: у виду престола ( трпезе ) прекривеног црвеном или пурпурном тканином што представља страдање Христово – Христова страдалничка хаљина (боје: црвена), и са књигом- јеванђељем положеним на њу и голубом. Тада Хетимасија представља Свету Тројицу: престо символизује Бога Оца, књига – Сина, а голуб- Светог Духа. Уз трон, тј. уз леђни наслон престола, постављена су оруђа страдања Христовог: крст о који је на пресеку кракова окачен трнов венац. Уз њега су прислоњени копље и трска с голубом. Испод, односно непосредно испред престола неретко је супеданеум ( клупица) са јастуком и посуда - „хидрија“, попут путира, с Христовом крвљу или дискос са светим хлебом, Агнецом, тј. Телом Христовим принетим на жртву. На клупици – супеданеуму могу бити положени клинови којим је Христос прикован на крст. А на јастуку може бити приказан и Свети Дух у виду голуба. У развијеном или скраћеном облику Хетимасија је често присутна током средњег века, и то нарочито у тематском програму зидног сликарства у просторима намењеним сахрањивању, као и на надгробним споменицима, саркофазима, када представља симбол Христовог Другог доласка (Парусија) и Последњег суда, као скраћена представа Страшног суда.